# 39971 Йожеф
39971 Йожеф (39971 József) — астероїд головного поясу, відкритий 2 квітня 1998 року.
Тіссеранів параметр щодо Юпітера — 3,386.